# Nannoglottis carpesioides
Nannoglottis carpesioides là một loài thực vật có hoa trong họ Cúc. Loài này được Maxim. mô tả khoa học đầu tiên năm 1881.